# Gerbépal
Gerbépal ([ ʒeʁbepal], en vosgien de la montagne [ ʒɛʁbɛpo]) est une commune du Nord-Est de la France, dans le département des Vosges (canton de Gérardmer) en région Grand Est.

## Géographie

### Localisation

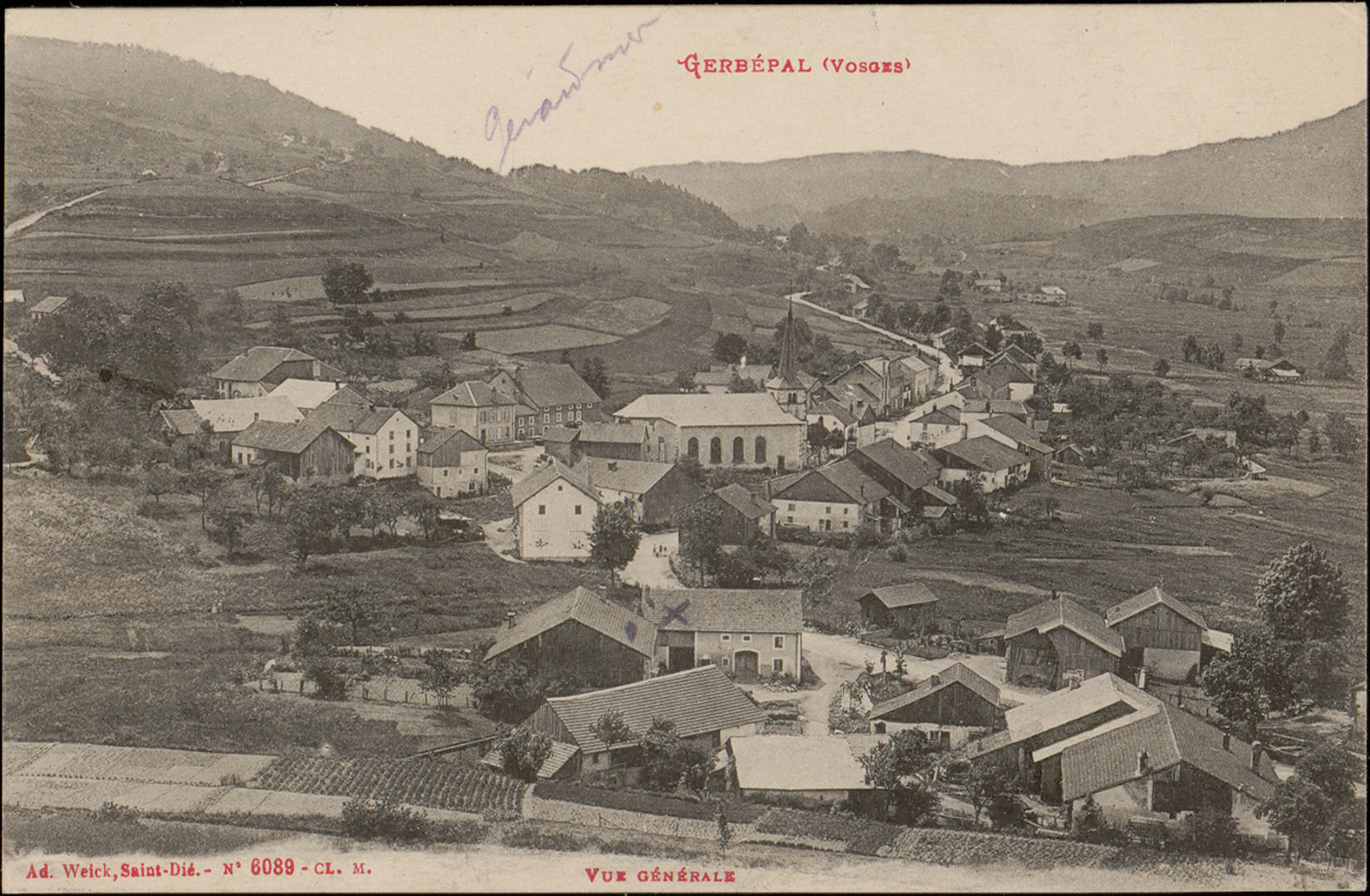
Vue historique
(carte postale Adolphe Weick.) entre 1880 et 1945

Le village s'étend sur 8 km le long du CD8, à 12 km de Gérardmer et 17 de Saint-Dié-des-Vosges, entre le col du Plafond (620 m) et le col de Martimpré (798 m). 

### Géologie et relief
Son relief global est incliné vers le nord - nord-ouest, allant de 1 083 m à la Croix Hanzo à 583 m lorsque le Neuné, affluent de la Vologne, rejoint Corcieux.
Les glaciers de calotte qui ont façonné les hautes vallées par leur masse et les basses vallées surtout par leurs volumineuses eaux de fonte saisonnières ont laissé quelques dépressions plus ou moins aplanies, parfois occupées par des tourbières et deux petits étangs au lieudit Martimpré.
C'est une des 201 communes du parc naturel régional des Ballons des Vosges, réparties sur quatre départements : les Vosges, le Haut-Rhin, le Territoire de Belfort et la Haute-Saône.

### Sismicité
Commune située dans une zone 3 de sismicité modérée.

### Hydrographie et les eaux souterraines
Hydrogéologie et climatologie : Système d’information pour la gestion des eaux souterraines du bassin Rhin-Meuse :
Territoire communal : Occupation du sol (Corinne Land Cover); Cours d'eau (BD Carthage),
Géologie : Carte géologique; Coupes géologiques et techniques,
 Hydrogéologie : Masses d'eau souterraine; BD Lisa; Cartes piézométriques.
La commune est située dans le bassin versant du Rhin au sein du bassin Rhin-Meuse. Elle est drainée par le ruisseau le Neune, le ruisseau de la Goulle, le ruisseau le Rayrand, le ruisseau de Lenvergoutte, le ruisseau de Martimpre, le ruisseau des Bouleaux et le ruisseau le Lourdon,.
Le Neuné, d'une longueur totale de 24,5 km, prend sa source dans la commune et se jette dans la Vologne en limite de Laveline-devant-Bruyères, Herpelmont, Beauménil et Champ-le-Duc, après avoir traversé sept communes.

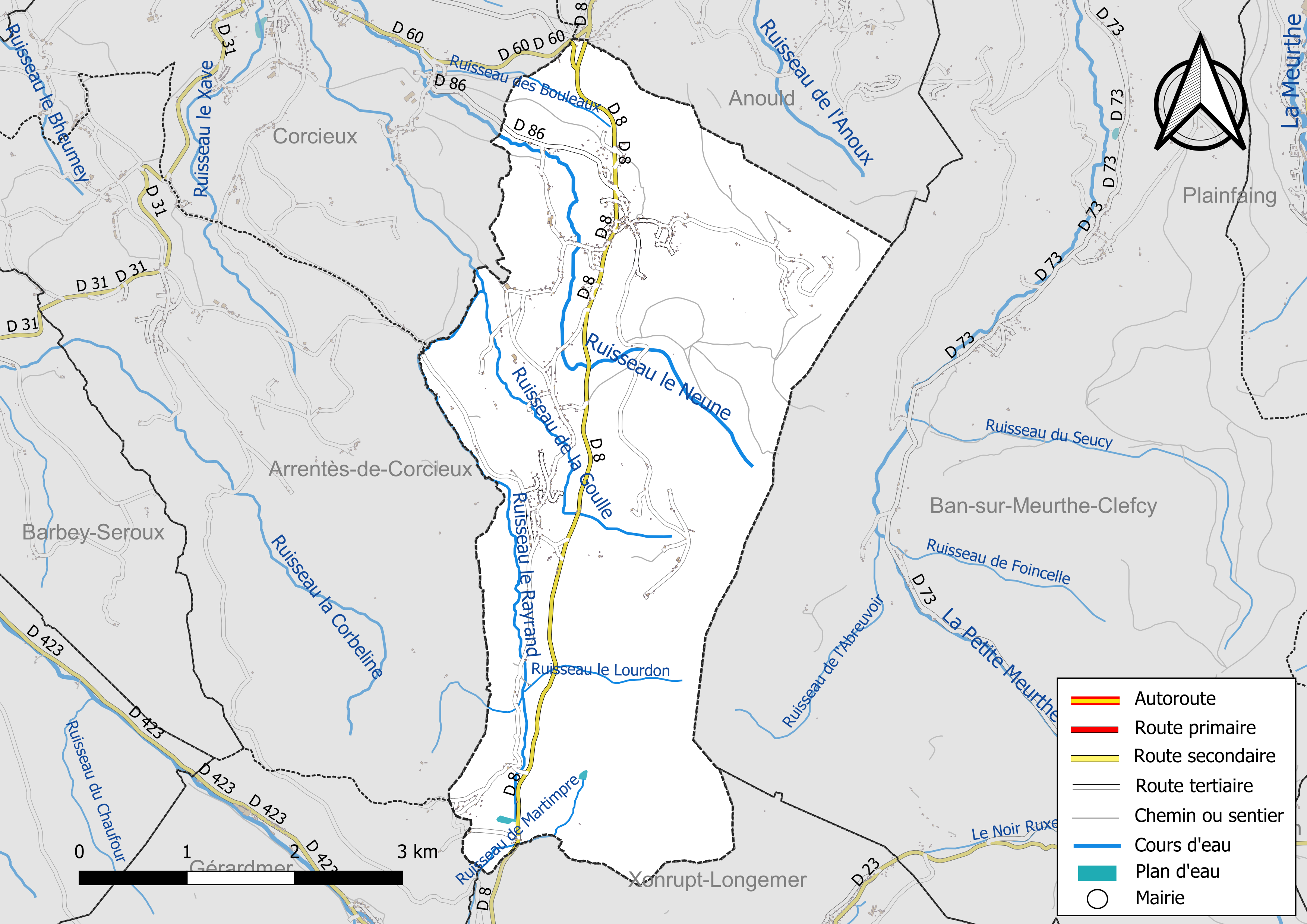
Réseaux hydrographique et routier de Gerbépal.

La qualité des eaux de baignade et des cours d’eau peut être consultée sur un site dédié géré par les agences de l’eau et l’Agence française pour la biodiversité.

### Climat
Pour des articles plus généraux, voir Climat du Grand Est et Climat du département des Vosges.
En 2010, le climat de la commune est de type climat de montagne, selon une étude du Centre national de la recherche scientifique s'appuyant sur une série de données couvrant la période 1971-2000. En 2020, Météo-France publie une typologie des climats de la France métropolitaine dans laquelle la commune est exposée à un climat semi-continental et est dans la région climatique  Vosges, caractérisée par une pluviométrie très élevée (1 500 à 2 000 mm/an) en toutes saisons et un hiver rude (moins de 1 °C). 
Pour la période 1971-2000, la température annuelle moyenne est de 8 °C, avec une amplitude thermique annuelle de 16,3 °C. Le cumul annuel moyen de précipitations est de 1 605 mm, avec 14,3 jours de précipitations en janvier et 11,5 jours en juillet. Pour la période 1991-2020, la température moyenne annuelle observée sur la station météorologique de Météo-France la plus proche, « Gérardmer », sur la commune de Gérardmer à 9 km à vol d'oiseau, est de 9,1 °C et le cumul annuel moyen de précipitations est de 1 797,3 mm. 
La température maximale relevée sur cette station est de 37 °C, atteinte le 7 août 2015 ; la température minimale est de −20,5 °C, atteinte le 20 décembre 2009,,. 
Les paramètres climatiques de la commune ont été estimés pour le milieu du siècle (2041-2070) selon différents scénarios d'émission de gaz à effet de serre à partir des nouvelles projections climatiques de référence DRIAS-2020. Ils sont consultables sur un site dédié publié par Météo-France en novembre 2022.

## Urbanisme

### Typologie
Au 1er janvier 2024, Gerbépal est catégorisée commune rurale à habitat dispersé, selon la nouvelle grille communale de densité à sept niveaux définie par l'Insee en 2022. Elle est située hors unité urbaine. Par ailleurs la commune fait partie de l'aire d'attraction de Gérardmer, dont elle est une commune de la couronne,. Cette aire, qui regroupe 13 communes, est catégorisée dans les aires de moins de 50 000 habitants,.

### Occupation des sols
L'occupation des sols de la commune, telle qu'elle ressort de la base de données européenne d’occupation biophysique des sols Corine Land Cover (CLC), est marquée par l'importance des forêts et milieux semi-naturels (60,8 % en 2018), une proportion identique à celle de 1990 (60,8 %). La répartition détaillée en 2018 est la suivante : forêts (58,4 %), prairies (23,4 %), zones agricoles hétérogènes (12,5 %), milieux à végétation arbustive et/ou herbacée (2,3 %), terres arables (1,8 %), zones urbanisées (1,5 %). L'évolution de l’occupation des sols de la commune et de ses infrastructures peut être observée sur les différentes représentations cartographiques du territoire : la carte de Cassini (XVIIIe siècle), la carte d'état-major (1820-1866) et les cartes ou photos aériennes de l'IGN pour la période actuelle (1950 à aujourd'hui).

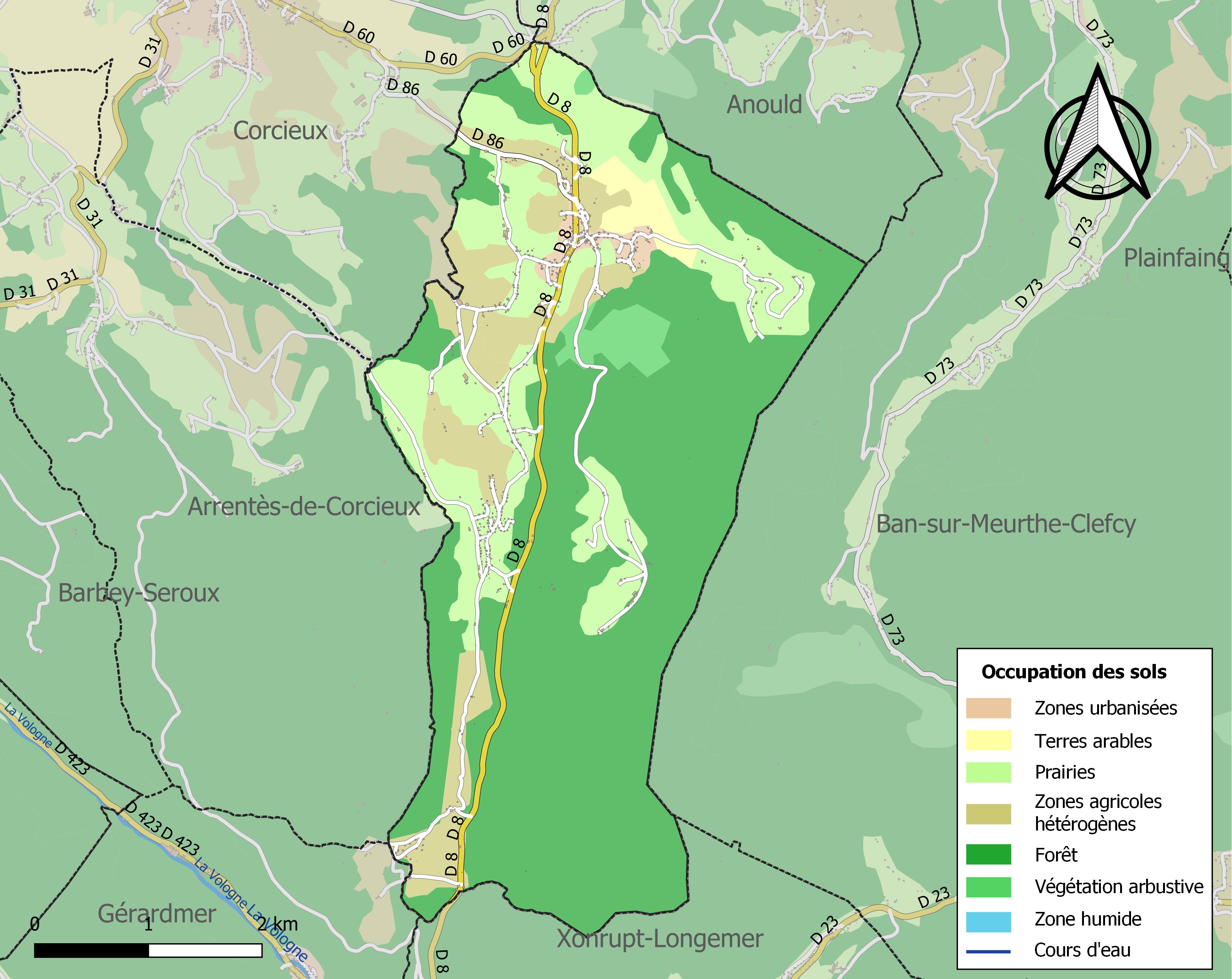
Carte des infrastructures et de l'occupation des sols de la commune en 2018 (CLC).

## Toponymie
Le nom de la localité est attesté sous la forme Girbespath en 1152, Gerbepals en 1378, Gerbelpaul au XVIe siècle.
Il s'agit d’un type de formation toponymique médiévale fréquente dans la région et dans le Nord de la France, composée d’un anthroponyme (le plus souvent d’origine germanique) + un appellatif toponymique roman ou germanique romanisé. Ainsi trouve-t-on dans la région Martimpré, Gérardmer, Habeaurupt, etc.
Le premier élément Girbes-, Gerbe- s’analyse comme le nom d’homme germanique Gerbertus qui a donné le prénom et le nom de famille Gerbert. La nature du second élément -path, -pals est plus complexe. Ernest Nègre suppose une cacographie pour -pach (T et C étant par ailleurs souvent confondu dans la documentation ancienne), variante de Bach « ruisseau » de *bakiz, par ailleurs très bien représenté dans la toponymie de la France du nord (cf. -bet, -baix, -bais, -bez, etc.). Le L final est dû à l'adjonction du suffixe diminutif germanique -le, variante de -lein cf. allemand Bächlein « ru, petit ruisseau », d'où *-pachle, francisé en -pasle > -pals > -pal.
Même phénomène pour Rehaupal qui n'est attesté qu’au XIVe siècle sous la forme Raihaupaulz qui pourrait représenter un anthroponyme germanique en -bald pris absolument. Il est possible qu’une influence réciproque explique l'analogie des deux terminaisons -pal.
Le gentilé de Forfelet est partagé par les habitants de Corcieux, les limites de communes ayant été très mouvantes au fil des siècles.

## Histoire

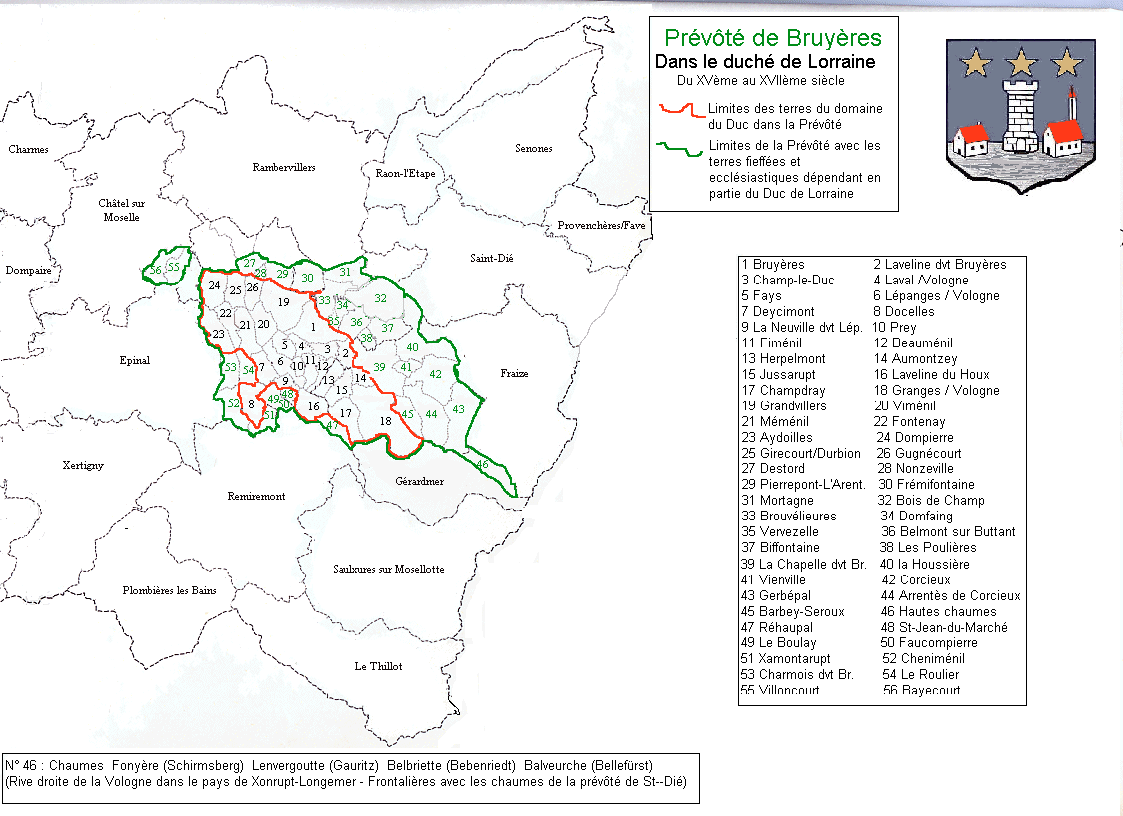
Territoire de la prévôté de Bruyères dans le duché de Lorraine.

Gerbépal dépendait anciennement des mairies de Corcieux et de Vichibure et faisait partie de la seigneurie de Martimprey. Il est parlé de la seigneurie de Gerbepaux dans un titre de 1663. Par une sentence du 31 décembre 1720, l'official de Toul désunit Gerbépal de Corcieux, et l'érigea en titre de cure et de bénéfice perpétuel. D'après un ancien titre, l'église de Gerbépal existait déjà comme chapelle vers le milieu du XVIe siècle. C'est sur le territoire de cette commune avait été construit par les comtes de Martimpré,, famille d'origine bourguignonne qui détenait aussi le titre de seigneur de Cornimont.
En 1790, le territoire actuel était partagé entre les municipalités de Vichibure et de Martimpré. En 1792, le hameau de Vichibure fut inclus dans la commune de Corcieux et la commune de Gerbépal fut créée, englobant Martimpré.
La commune était plus peuplée qu'aujourd'hui, dépassant le millier d'habitants au cours du XIXe siècle.
La commune a été décorée, le 11 novembre 1948, de la Croix de guerre 1939-1945.
Le 13 mai 2015, une tornade de type EF2 a sévi sur la commune.

### Le fief de Martimprey

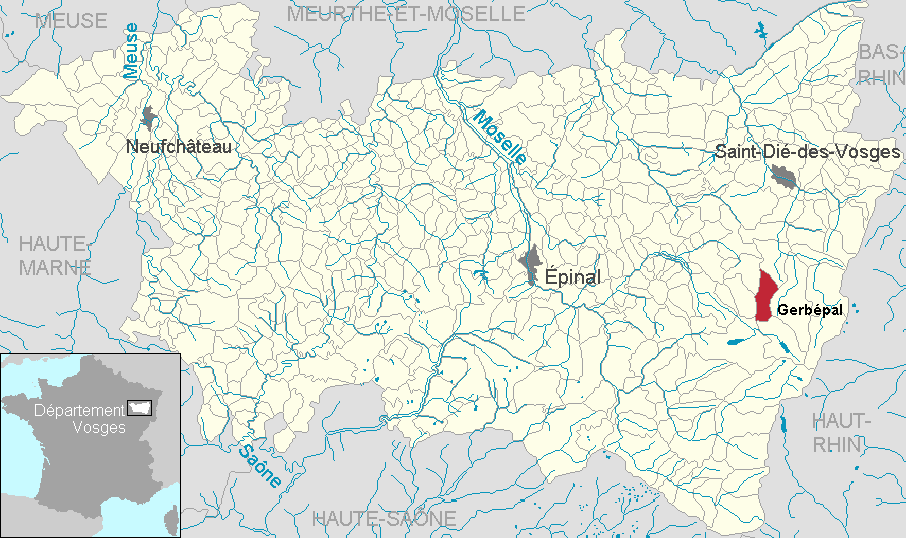
Localisation de la commune de Gerbépal et de l'ancienne seigneurie de Martimprey.

La seigneurie de Martimprey remonte au XVe siècle. Le territoire de la seigneurie de Martimprey est situé dans une région de moyenne montagne très boisée. Il s’étend du col du Plafond (620 m) au nord au col de Martimpré (798 m) au sud, du col d’Osseux (829 m) à l’est au Mont Plaisir (725 m) à l’ouest. Son point culminant est la croix Hanzo à 1 086 m d’altitude. Les chaumes d’origine anthropique sont situées sur le flanc oriental du vallon resserré et elles servent de pâturages et d’estives pour les innombrables écarts et fermes acensées de la seigneurie : le Haut des Frêts (901 m), le pré Petit Jean (924 m) et les Grandes Gouttes (773 m).
Gerbépal (636 m) est le chef-lieu communal dont dépendent de multiples hameaux et écarts. Parmi les hameaux, on compte celui de Martimpré décomposée en trois parties : Martimpré-la-Plaine, Martimpré-la-Basse et Martimpré-le-Haut. Le château, la fonderie, la chapelle seigneuriale et les dépendances des seigneurs de Martimprey se trouvaient à Martimpré-le-Haut juste en dessous du col. Le minerai de la fonderie située au sommet de la montagne qui sépare Gerbépal de Gérardmer était extrait en face au Haut des Frets et aux abords du lac de Longemer.
La seigneurie est traversée par de nombreux petits cours d’eau qui alimentaient de nombreuses scieries, notamment pendant les hautes eaux. Le Narouël, le ruisseau de Lenvergoutte et le Ravrand sont des affluents de la Goutte qui se jette dans le Neuné. Topographiquement, la seigneurie est tournée vers Corcieux et Bruyères par la vallée du Neuné. En descendant les cols, l’accès se fait vers Saint-Dié-des-Vosges via la vallée de la Meurthe ou vers Xonrupt-Longemer en rejoignant le Saut des Cuves de la Vologne. La seigneurie se situait dans la prévôté, puis le bailliage de Bruyères.
Au spirituel, Gerbépal dépendait de la cure de Corcieux et de la Principauté ecclésiastique de l'insigne église collégiale de Saint-Pierre. Par la suite, Gerbépal reçut l’autorisation de se désunir de la cure de Corcieux le 31 décembre 1720, mais le chapitre des chanoinesses de Remiremont conserva son droit de collation à la cure de Gerbépal. Les cures de Corcieux et Gerbépal dépendaient de l’évêché de Toul qui relevait de l’archevêque métropolitain de Trèves, aujourd’hui en Allemagne.
Le hameau de Martimpré caractérisé par une forte dispersion en trois écarts distincts, dont celui où fut érigé le château seigneurial, appartient aujourd’hui encore à la commune de Gerbépal dont le blason communal a repris les armes des Martimprey en l'accompagnant en chef d’une gerbe de blé d’or.
Les seigneurs de Martimprey possédaient également en tant que coseigneurs le village de Cornimont et son annexe Xoulces, quelques fermes et granges dans la commune de Gérardmer et la moitié du lac de Retournemer. Initialement, les localités lorraines actuelles du Val d'Ajol, de Cornimont et de Xoulces appartenaient à la seigneurie de Fougerolles dans la baronnie de Faucogney et donc au comté de Bourgogne. Elles sont des terres de surséance entre la Lorraine et la Bourgogne,. Les Martimprey en sont devenus copropriétaires. Au Xe siècle, Cornimont appartenait en effet à Hugues de Faucogney, fils cadet du vicomte de Vesoul, Gislebert de Faucogney, relevant de la seigneurie de Fougerolles. Puis elle passa à la maison d’Inteville, qui en partageait la propriété avec les seigneurs de Fontaine et Fougerolles jusqu’en 1580. Après cette date, Xoulces et Cornimont tombèrent sous la vassalité des seigneurs de Martimprey pour la part que possédait le seigneur d’Inteville. En 1792, la localité appartenait encore à la princesse Lislebonne, descendante de Martimprey, qui payait encore redevance aux seigneurs de Fontaine, Fougerolles et de Château-Lambert.
Le château fut détruit pendant la guerre de Trente Ans en 1635 par les troupes protestantes, dites suédoises, alliées du royaume de France contre les troupes impériales catholiques. Un nouveau château fut reconstruit après la fin des conflits ; il subsiste jusqu’en 1835. Il change de propriétaire en l’an II.
La chapelle Sainte-Anne de Martimpré fut construite en 1606 aux abords du château. Le 23 novembre 1754, l'évêché de tutelle autorise les baptêmes dans la chapelle Sainte-Anne; auparavant, les cérémonies de baptême, mariage et d'enterrement avaient lieu quelques kilomètres plus bas en l'église paroissiale de Gerbépal. Elle existe encore aujourd’hui et elle dépend de la paroisse Notre-Dame-de-Corcieux ; un pèlerinage s'y tient chaque année fin juillet.

## Politique et administration

### Budget et fiscalité 2022

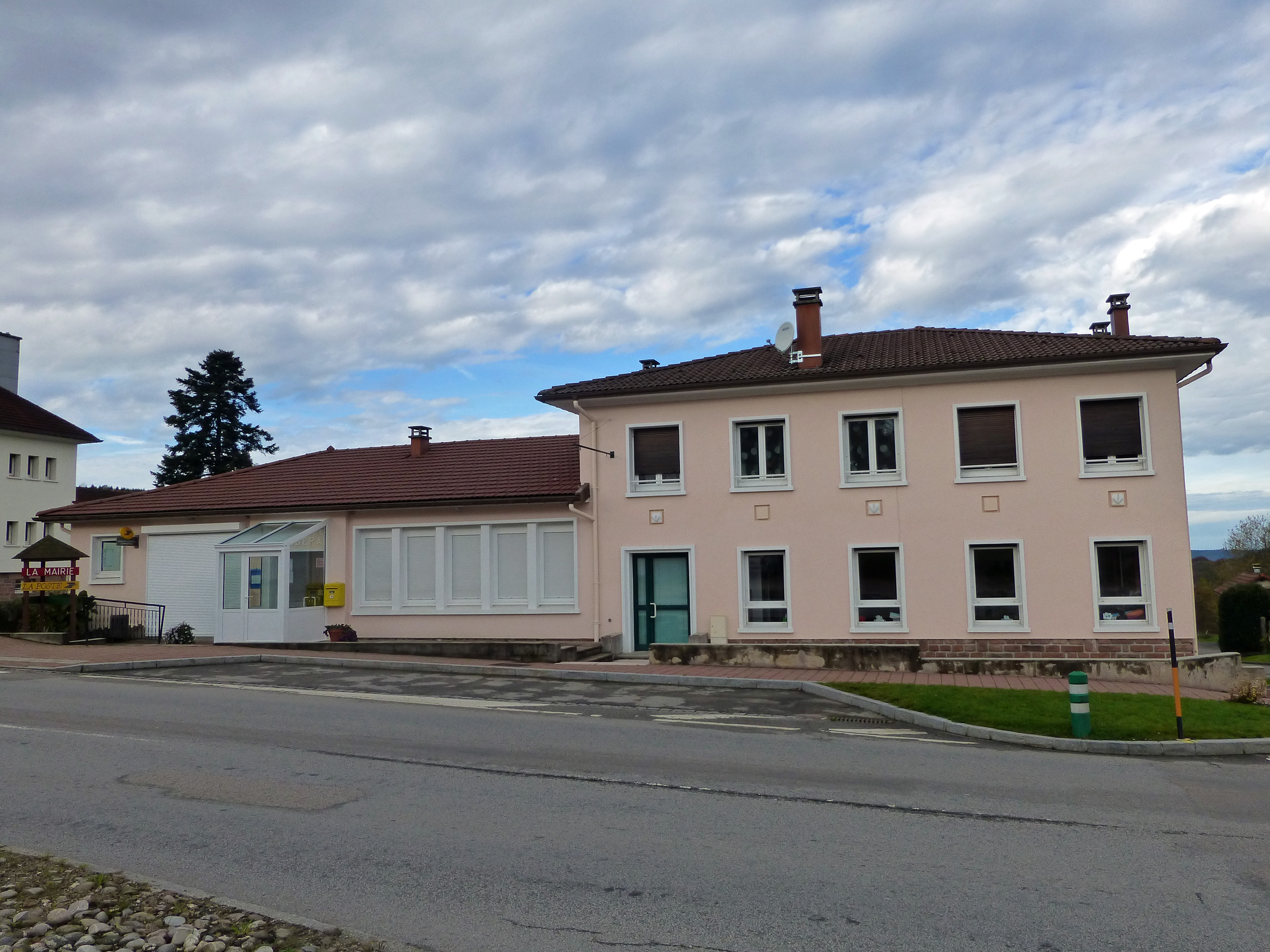
Mairie-Poste-École.

En 2022, le budget de la commune était constitué ainsi :
- total des produits de fonctionnement : 516 000 €, soit 842 € par habitant ;
- total des charges de fonctionnement : 371 000 €, soit 606 € par habitant ;
- total des ressources d’investissement : 2 121 000 €, soit 346 € par habitant ;
- total des emplois d’investissement : 334 000 €, soit 545 € par habitant ;
- endettement : 139 000 €, soit 226 € par habitant.

Avec les taux de fiscalité suivants :
- taxe d’habitation : 23,94 % ;
- taxe foncière sur les propriétés bâties : 41,52 % ;
- taxe foncière sur les propriétés non bâties : 26,52 % ;
- taxe additionnelle à la taxe foncière sur les propriétés non bâties : 0,00 % ;
- cotisation foncière des entreprises : 0,00 %.

Chiffres clés Revenus et pauvreté des ménages en 2021 : médiane en 2021 du revenu disponible, par unité de consommation : 22 100 €.

### Liste des maires
| Période                                  | Période                       | Identité                     | Étiquette | Qualité                                               |
| ---------------------------------------- | ----------------------------- | ---------------------------- | --------- | ----------------------------------------------------- |
| Les données manquantes sont à compléter. |                               |                              |           |                                                       |
| 1953                                     | 1967                          | André Gros                   |           |                                                       |
| 1967                                     | 1977                          | Pierre Thomas                |           |                                                       |
| 1977                                     | 1983                          | Pierre Hestin                |           |                                                       |
| 1983                                     | 1989                          | Bernard Bertrand             |           |                                                       |
| mars 1989                                | 2004                          | Philippe Simonet (1925-2007) |           | Ancien proviseur Démissionnaire pour raisons de santé |
| 2004                                     | En cours (au 18 février 2015) | Bernard Thomas               |           | Responsable d'atelier                                 |

## Population et société

### Démographie

#### Évolution démographique
L'évolution du nombre d'habitants est connue à travers les recensements de la population effectués dans la commune depuis 1793. Pour les communes de moins de 10 000 habitants, une enquête de recensement portant sur toute la population est réalisée tous les cinq ans, les populations de référence des années intermédiaires étant quant à elles estimées par interpolation ou extrapolation. Pour la commune, le premier recensement exhaustif entrant dans le cadre du nouveau dispositif a été réalisé en 2006.

En 2022, la commune comptait 537 habitants, en évolution de −8,36 % par rapport à 2016 (Vosges : −2,96 %, France hors Mayotte : +2,11 %).
| 1793 | 1800 | 1806 | 1821  | 1831  | 1836  | 1841  | 1846  | 1856  |
| ---- | ---- | ---- | ----- | ----- | ----- | ----- | ----- | ----- |
| 818  | 755  | 947  | 1 119 | 1 354 | 1 370 | 1 415 | 1 377 | 1 361 |

| 1861  | 1866  | 1876  | 1881  | 1886  | 1891  | 1896  | 1901  | 1906 |
| ----- | ----- | ----- | ----- | ----- | ----- | ----- | ----- | ---- |
| 1 389 | 1 420 | 1 434 | 1 370 | 1 303 | 1 194 | 1 068 | 1 006 | 963  |

| 1911 | 1921 | 1926 | 1931 | 1936 | 1946 | 1954 | 1962 | 1968 |
| ---- | ---- | ---- | ---- | ---- | ---- | ---- | ---- | ---- |
| 910  | 814  | 718  | 695  | 651  | 547  | 547  | 467  | 449  |

| 1975 | 1982 | 1990 | 1999 | 2006 | 2011 | 2016 | 2021 | 2022 |
| ---- | ---- | ---- | ---- | ---- | ---- | ---- | ---- | ---- |
| 380  | 436  | 483  | 503  | 537  | 567  | 586  | 558  | 537  |

### Enseignement
Établissements d'enseignements :
- Écoles maternelles et primaires à Gerbépal, Xonrupt-Longemer, Corcieux, Gérardmer, Anould, Ban-sur-Meurthe-Clefcy.
- Collèges à Corcieux, Gérardmer, Fraize, Le Tholy, La Bresse.
- Lycées à Gérardmer, Saint-Dié-des-Vosges.

### Santé
Professionnels et établissements de santé :
- Médecins à Anould, Corcieux ,Gérardmer. Xonrupt-Longemer ;
- Pharmacies à Anould, Corcieux, Gérardmer et Xonrupt-Longemer ;
- Hôpitaux à Gérardmer et Saint-Dié-des-Vosges.

### Cultes
- Culte catholique, Paroisse Notre-Dame-de-Corcieux[43], Diocèse de Saint-Dié.

## Économie

### Entreprises et commerces

#### Agriculture
- Culture et élevage associés.
- Élevage de vaches laitières.
- Élevage d'autres bovins et de buffles.

#### Tourisme
- Hébergements et restauration à Xonrupt-Longemer, Gérardmer, La Chapelle, Saint-Dié-des-Vosges.
- Un circuit de karting y est installé (Manacha Kart[44]).

#### Commerces
- Commerces et services à Gerbépal, Corcieux, Sainte-Marguerite, Fraize.

## Culture locale et patrimoine

### Lieux et monuments

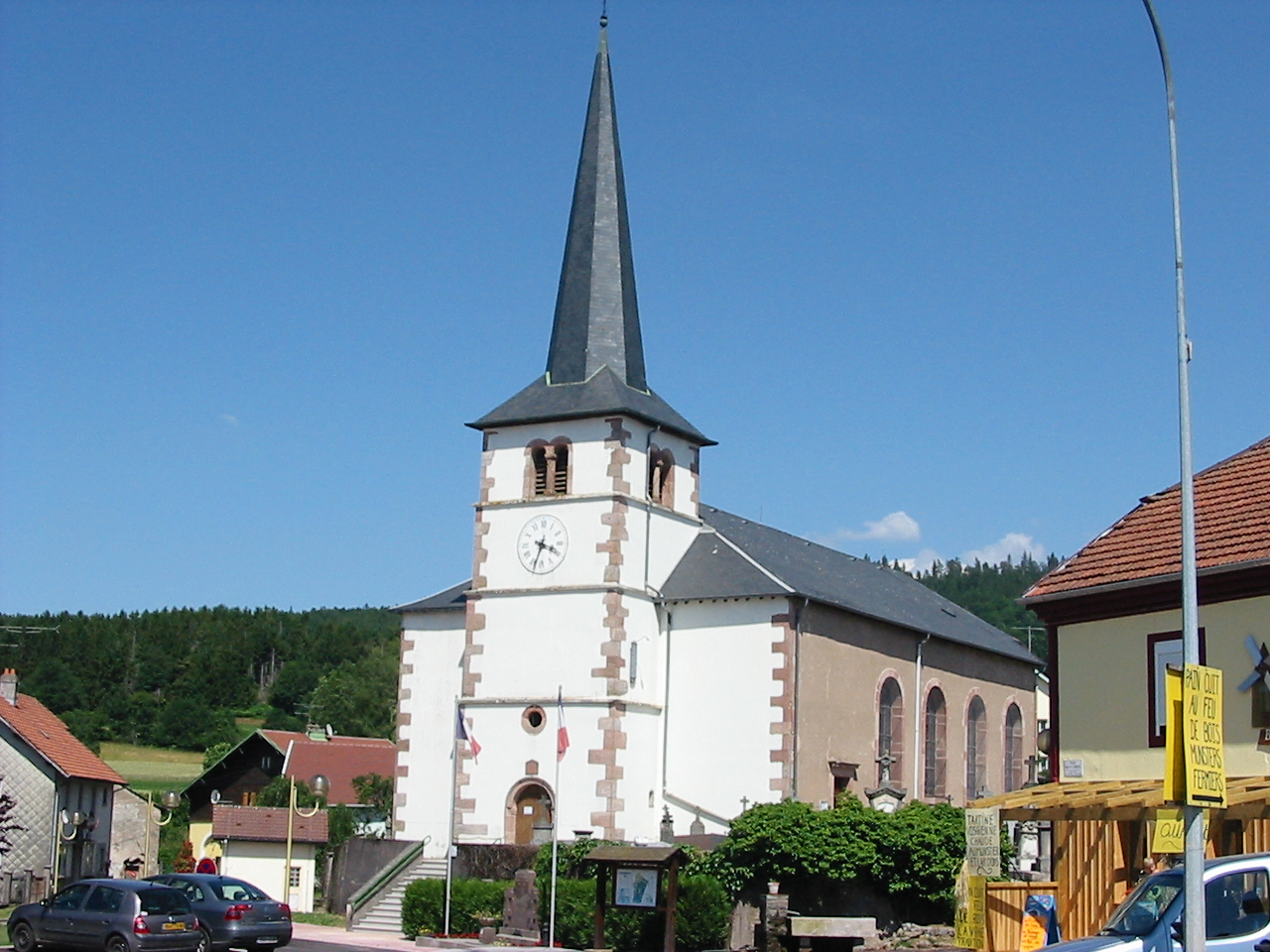
Église Saint-Jean-Baptiste.
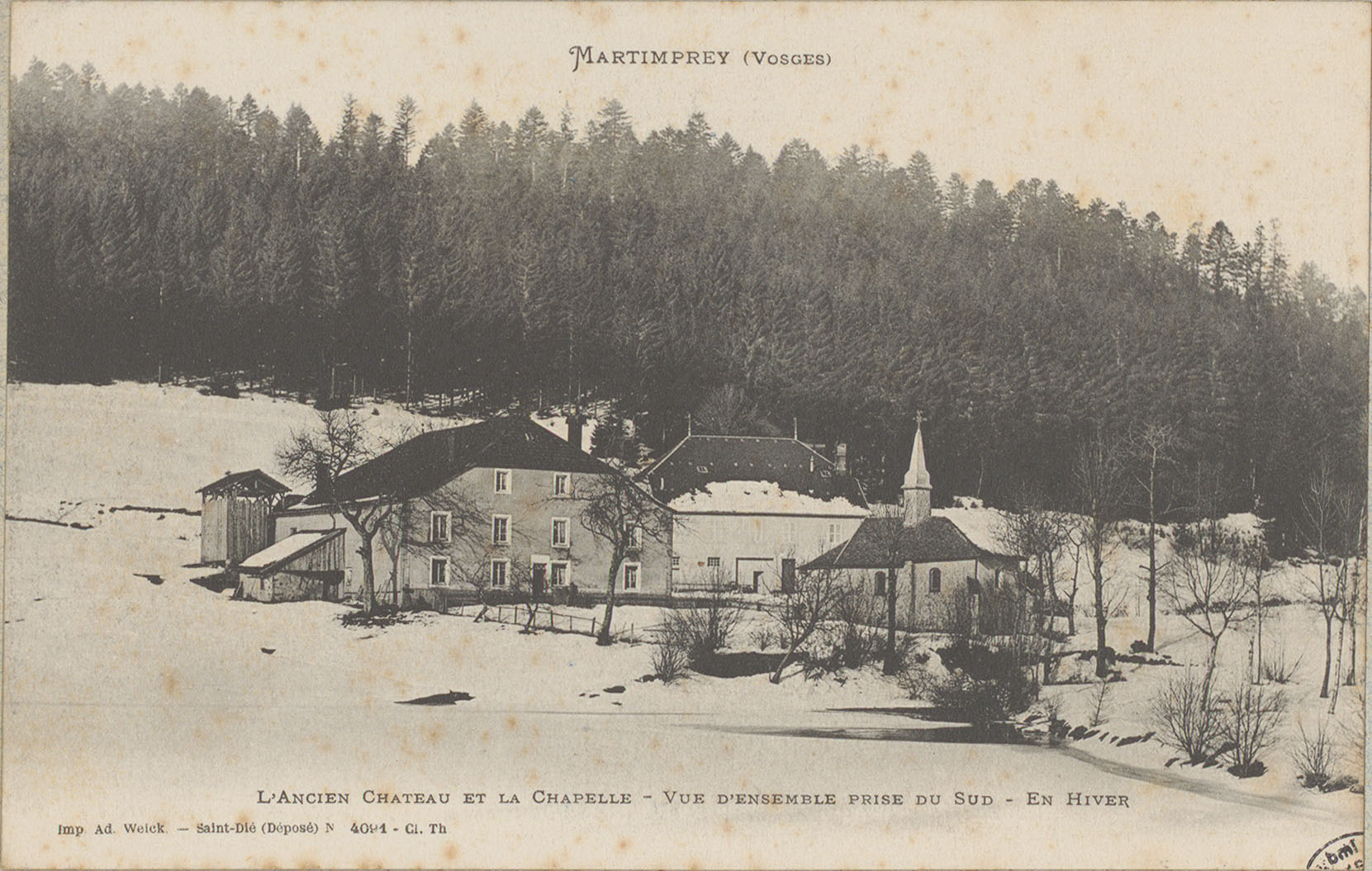
L'ancien château et la chapelle (carte postale Adolphe Weick.).
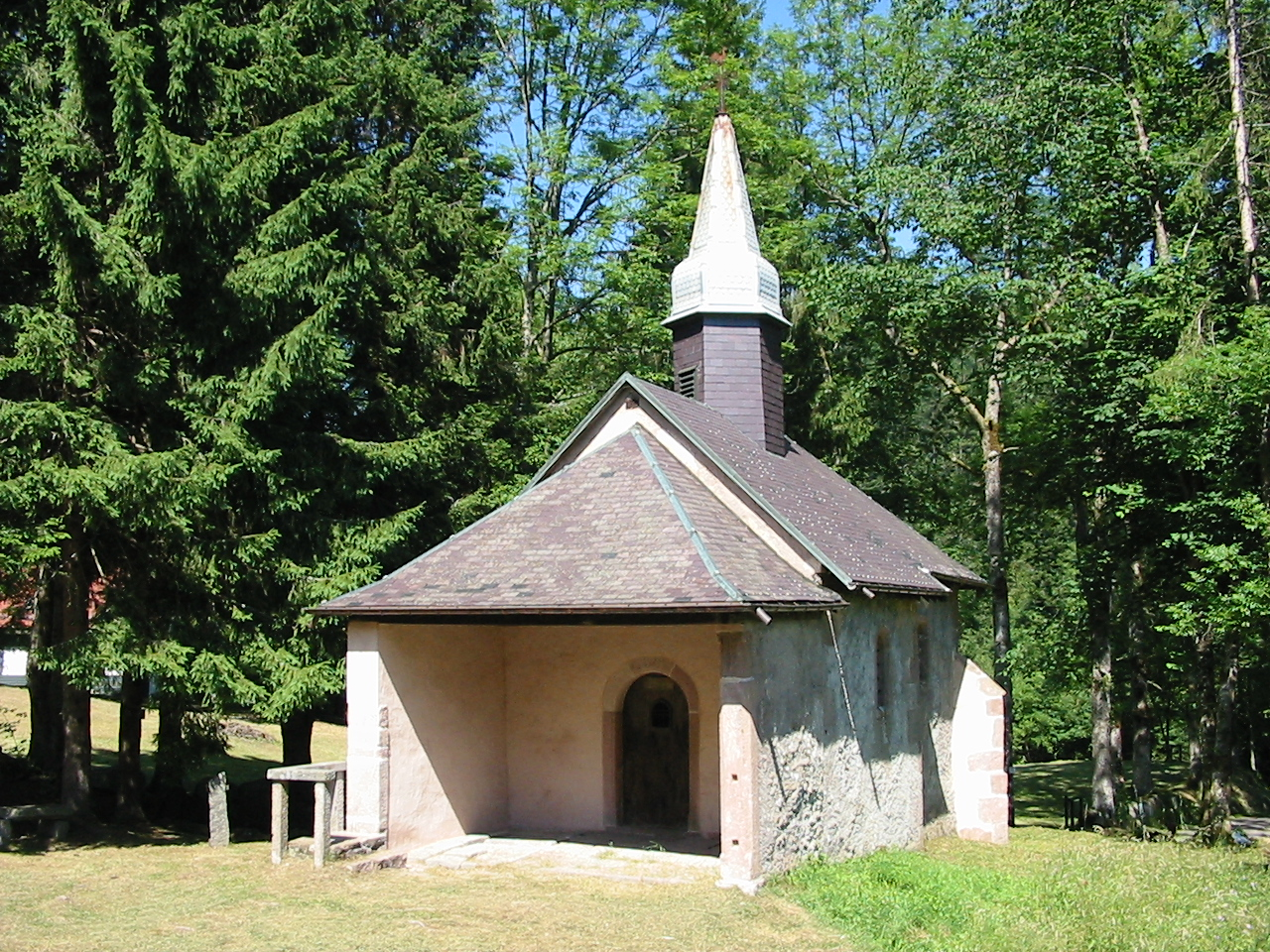
Chapelle Sainte-Anne de Martimpré.
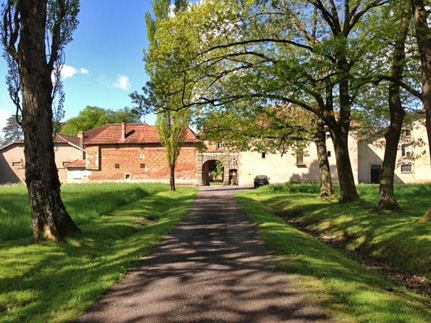
Ferme fortifiée, dit château de Romécourt, résidence de la branche de Martimprey de Romécourt.
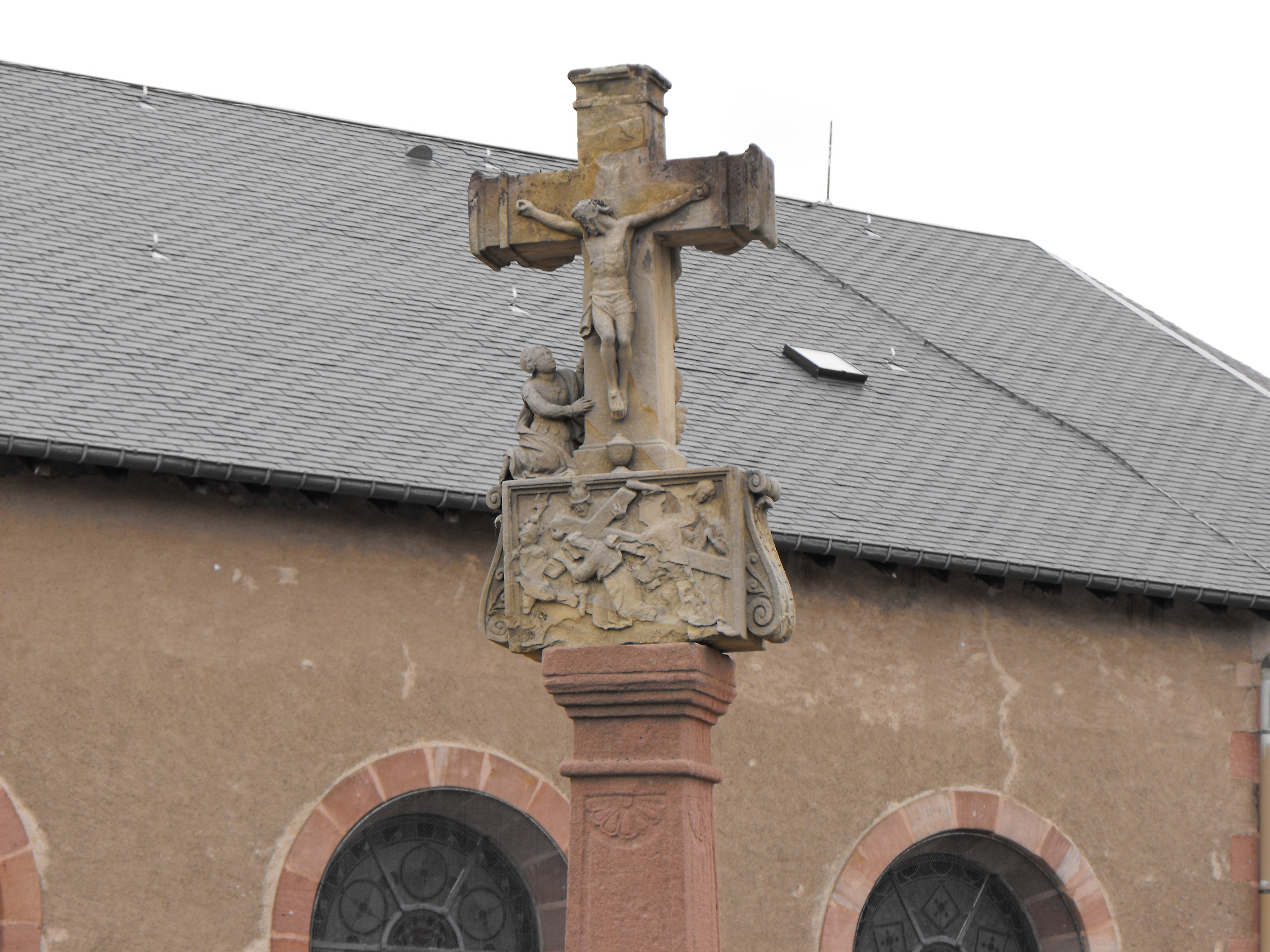
Crucifix.
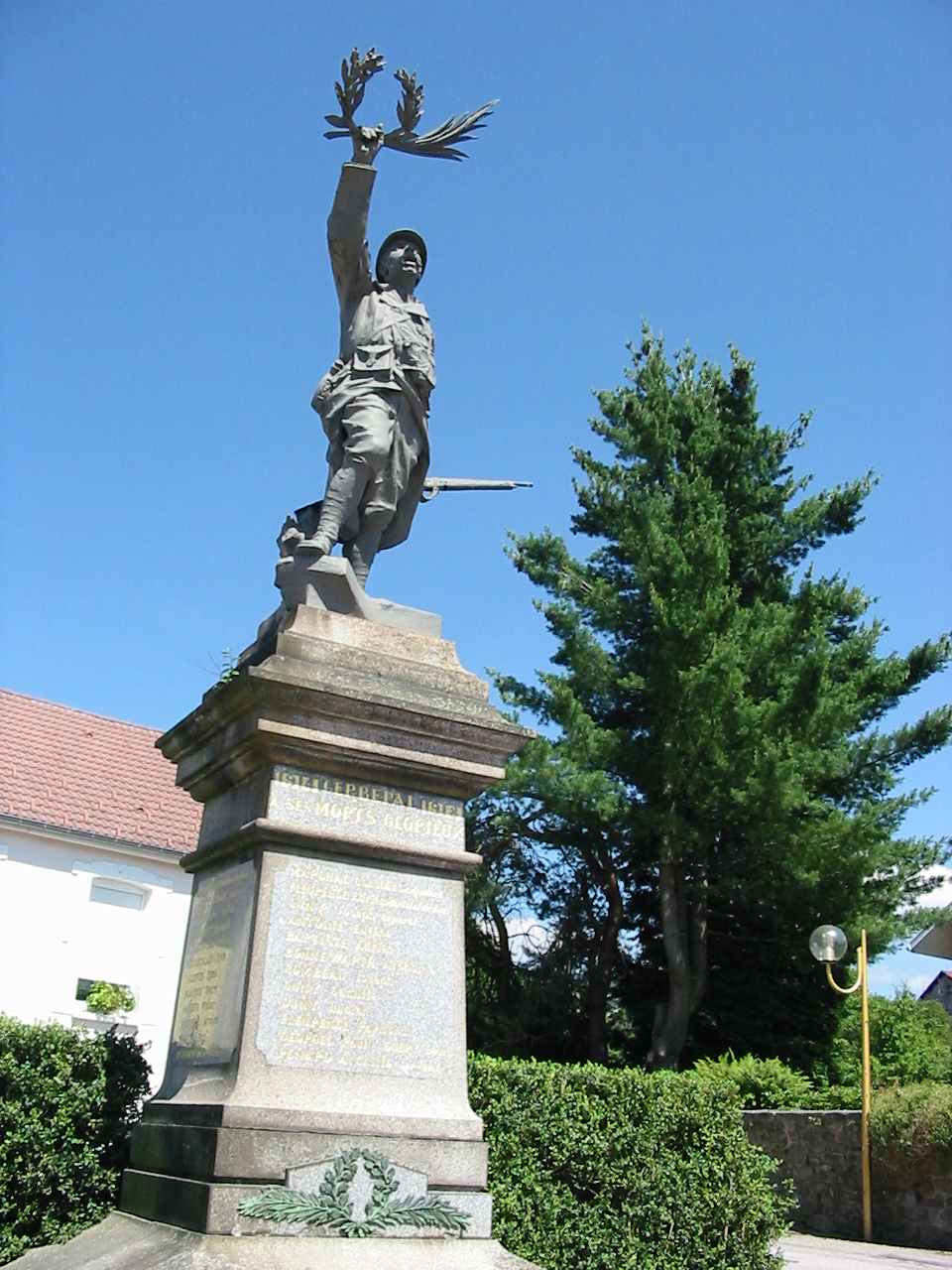
Monument aux morts.

- Chapelle Sainte-Anne à Martimpré, construite en 1606, inscrite sur l'inventaire supplémentaire des monuments historiques par arrêté du 3 décembre 1990[45].
- Église Saint-Jean-Baptiste, fin XVIIe, remaniée.
- Chapelle Saint-Marc faite de migmatites traversées par des cisaillements[46].
- La croix de Bémont[47].
- Monuments commémoratifs[48],[49]. Il est décoré avec la statue du Poilu victorieux, un des motifs les plus répandus.
- Patrimoine rural. Le patrimoine rural de la commune a fait l’objet d’une enquête thématique régionale (architecture rurale des Hautes-Vosges) par le service régional de l’Inventaire général du patrimoine culturel[50],[51].
- Scieries hydrauliques à cadre[52].

### Gerbépal dans les arts
Gerbépal est citée dans le poème d’Aragon, Le conscrit des cent villages, écrit comme acte de Résistance intellectuelle de manière clandestine au printemps 1943, pendant la Seconde Guerre mondiale.

### Personnalités liées à la commune
- Jean-Joseph Christophe, futur évêque de Soissons, y reçoit en 1837 la croix de chevalier de la Légion d'honneur pour un acte de bravoure.
- Maurice Lemaire, dirigeant des chemins de fer et homme politique, est né à Gerbépal en 1895.
- Eugène Barthélémy Joseph Morel, ecclésiastique[54].

### Héraldique
| Blason | Blasonnement : D’azur à la fasce d’or chargée de trois étoiles de gueules, accompagnée, en chef, d’une gerbe de blé aussi d’or. Commentaires : ce sont les armes de la famille de Martimprey, seigneur du lieu, auxquelles on a ajouté une gerbe de blé, armes parlantes, pour rappeler le nom de la commune. |

## Pour approfondir